# Sanguinary
Sanguinary is een oldschool deathmetal-band uit Nederland opgericht in 1995.

## Biografie
Sanguinary speelt tegen de trend in oldschool deathmetal. De muzikale en tekstuele inspiratie haalt de band uit oorlog, dood en menselijk lijden.
Sanguinary staat bekend om hun energieke live optredens en hebben over de jaren optredens gedaan met: Last Days of Humanity, Centurian (RIP), Pyemia, Die Apokalyptischen Reiter, Disavowed, Crustacean, Katafalk, Mean Machine, Salacious Gods en Sinister.

## Leden

### Huidige line-up
- Alex Fridricks - Vocalen
- Bert Dijkhuis - Gitaar en extra vocalen
- Renke Oostindjer - Gitaar
- Lars Heinis - Basgitaar
- Henk Scherphof - Drums

### Voormalige Leden
- Bas de Vries - Gitaar
- Roelf Nijenhuis - Basgitaar
- Alexander van Leeuwen - Gitaar
- Steven Gerrits - Gitaar
- Anne van Doorn - Basgitaar
- Arie Dijkhuis - Drums

## Discografie
- Rehearsal Tape (Demo, 1998)
- Bloody Death (Demo, 2000)
- Gutted - The Final Assault (CD, 2002)
- Firestorm (CD, 2007)